# Gordon Spice
Gordon Spice, né le 18 avril 1940 à Londres et mort le 10 septembre 2021, est un pilote automobile britannique de voitures de Grand Tourisme, de monoplaces, de voitures de tourisme, et de sport-prototypes. En 1984, il fonde avec son frère Derek — directeur d'équipe — et Raymond « Ray » Bellm — principal sponsor — l'écurie Spice Engineering avec pour partenaire Tiga Racing de Tim Schenken et Howden Ganley durant deux ans, après avoir personnellement couru pour Tiga Racing Services Ltd. en 1983 avec Neil Crang pour partenaire.

## Biographie
Son activité personnelle au volant s'étale sur plus d'un quart de siècle, de 1963 (sur Morgan Plus 4 privée, mais rapidement avec l'écurie de Chris Lawrence durant la saison suivante avec le même modèle et une Deep Sanderson (de) 301 Coupé qui concourt déjà aux 24 Heures du Mans avec Spice et son propriétaire Ch. J. Lawrence) à 1989 (aux 24 Heures du Mans, sur modèle SE89C de son écurie).
En 1970 il effectue sa première course de Formule 5000 à Oulton Park, sur Kitchiner K3A-Ford V8 4.7L.. Il en dispute jusqu'en 1972, son meilleur classement étant une quatrième place à Mallory Park, en mars 1972 sur une Kitchmac M10 (dérivée d'une McLaren M10 (de), équipée d'un moteur Chevrolet V8).
Il a participé à douze reprises aux 24 Heures du Mans entre 1964 et 1989 (à près de 50 ans, avec un intervalle libre de quatorze ans entre ses deux premières prestations), terminant six fois dans les quinze premiers et finissant troisième à deux reprises en 1980 (neuf tours derrière la voiture gagnante de ses coéquipiers Jean Rondeau et Jean-Pierre Jaussaud) et 1981, grâce à l'écurie française de Jean Rondeau, et en obtenant quatre victoires de catégories, dont deux sur ses propres châssis (Spice SE86C en 1987, et SE88C en 1988, dans la catégorie C2).

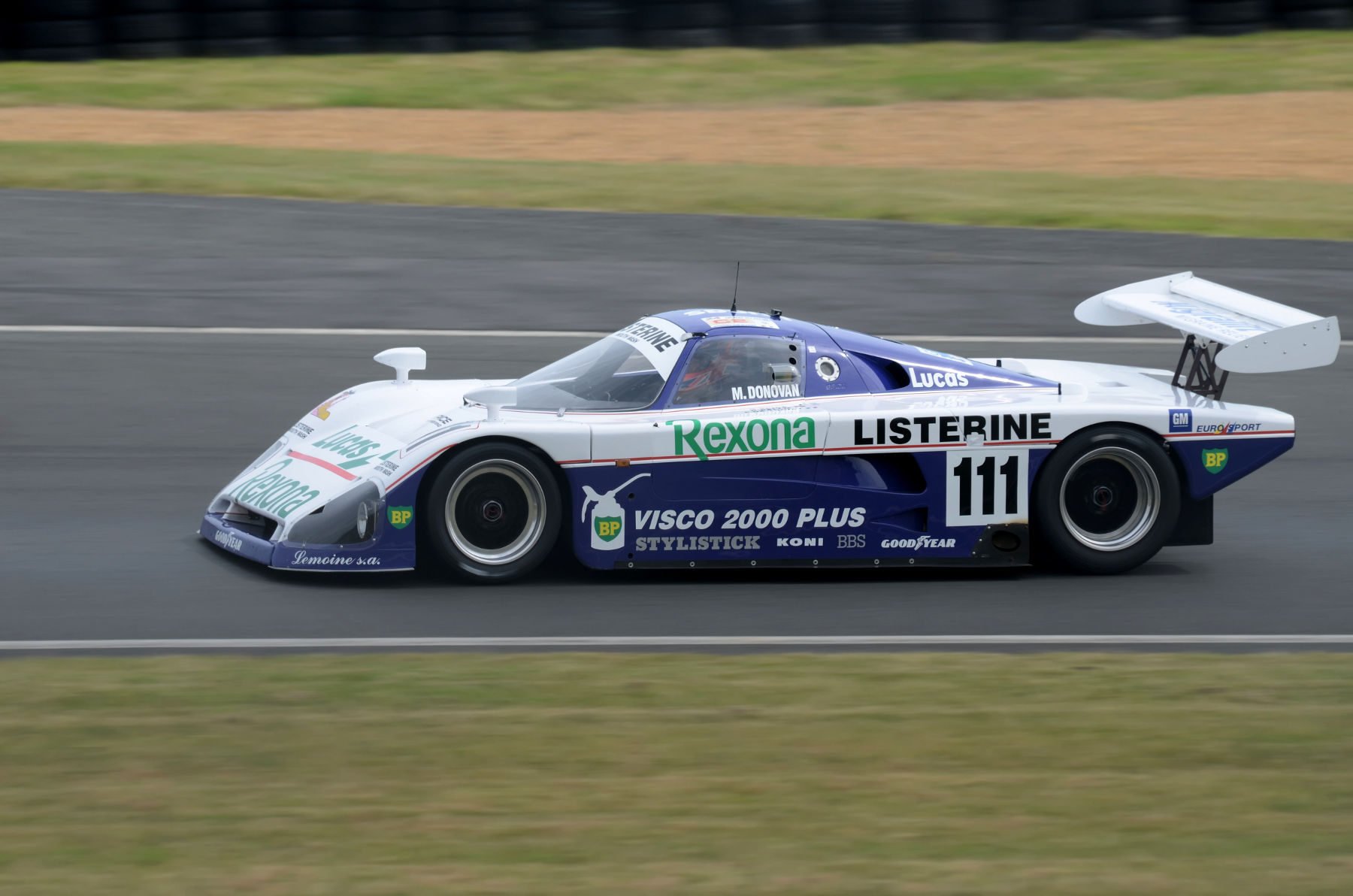
La Spice SE88C pilotée par Gordon Spice, Ray Bellm et Pierre de Thoisy aux 24 heures du Mans 1988 (ici en 2012).

À partir de 1986, il court presque exclusivement avec ses propres châssis Spice, du SE86C au SE89C à moteurs Ford Cosworth DFL 3,3 L V8. Ses véhicules sport-prototypes sont du type FIA Groupe C, une catégorie créée en 1982 en lieu et place des Groupes 5 (TS) et 6 (SP) de l'ancienne catégorie B. Il remporte alors vingt-cinq victoires personnelles en Groupe C2 (vingt sur des distances d'endurance) et quatre Coupes FIA des conducteurs, entre 1984 et 1988. Son écurie gagne trois Coupes FIA des Prototypes du Groupe C2, et en 1989 le team Chamberlain Engineering obtient l'ultime titre C2 décerné par la FIA, avec encore des voitures de Spice Engineering. La firme impose finalement son châssis en mondial Sport dans trente-trois courses du Groupe C2 sur six saisons (dont vingt-neuf en nom propre), entre 1984 et 1989.
En 1991 des difficultés de trésorerie obligent les frères Spice à vendre Spice Engineering. Avec de nouveaux dirigeants la société tente alors de se tourner vers la Formule 1 en 1995, mais le projet se solde par un échec.

## Palmarès personnel

### Tourisme
Championnat britannique des voitures de tourisme
- participations entre 1968 et 1984
- 33 victoires (sept en classe C pour 1975, quatre en classe D pour 1976, quatre en classe D pour 1977, six en classe D pour 1978, six en classe D pour 1979 et six en classe D pour 1980, le tout sur Ford Capri II 3.0)
- 3e en 1975, 1976 et 1980, sur Ford Capri II 3.0 (quatrième en 1978 et 1979)

### Endurance
Championnat du monde des voitures de sport
- Champion dans la catégorie C2 en 1985, 1986 et 1988 en compagnie de Ray Bellm et en 1987 en compagnie de Fermín Vélez (championnat catégoriel organisé pendant cinq ans, le dernier vainqueur étant l'Espagnol Fermín Vélez en 1989).

Victoires en Groupe C2 pour voitures de sport-prototype
- 1984 (quatre victoires, sur GC84 à châssis Tiga) :
  - 1 000 km du Nürburgring - ADAC, avec Ray Bellm et Neil Crang ;
  - 1 000 km de Spa - Rothmans, avec Ray Bellm et Neil Crang ;
  - 1 000 km d'Imola, avec Ray Bellm et Neil Crang ;
  - 1 000 km de Sandown Park, avec Neil Crang.

Tiga Race Cars est troisième de la Coupe FIA des Prototypes du Groupe C2.
- 1985 (cinq victoires, sur GC84 et GC85 à châssis Tiga)
  - 1 000 kilomètres du Mugello, avec Ray Bellm ;
  - 1 000 kilomètres de Monza, ou Trofeo Filippo Caracciolo, avec Ray Bellm ;
  - 24 Heures du Mans, avec Ray Bellm et Mark Galvin (en) ;
  - 1 000 kilomètres de Mosport-GT Budweiser, avec Ray Bellm ;
  - 1 000 kilomètres de Spa, avec Ray Bellm.

Spice Engineering est vainqueur de la Coupe FIA des Prototypes du Groupe C2, Spice et Bellm se voyant également décerner un prix par la FIA à titres individuels - premiers ex-aequos du championnat pilote.

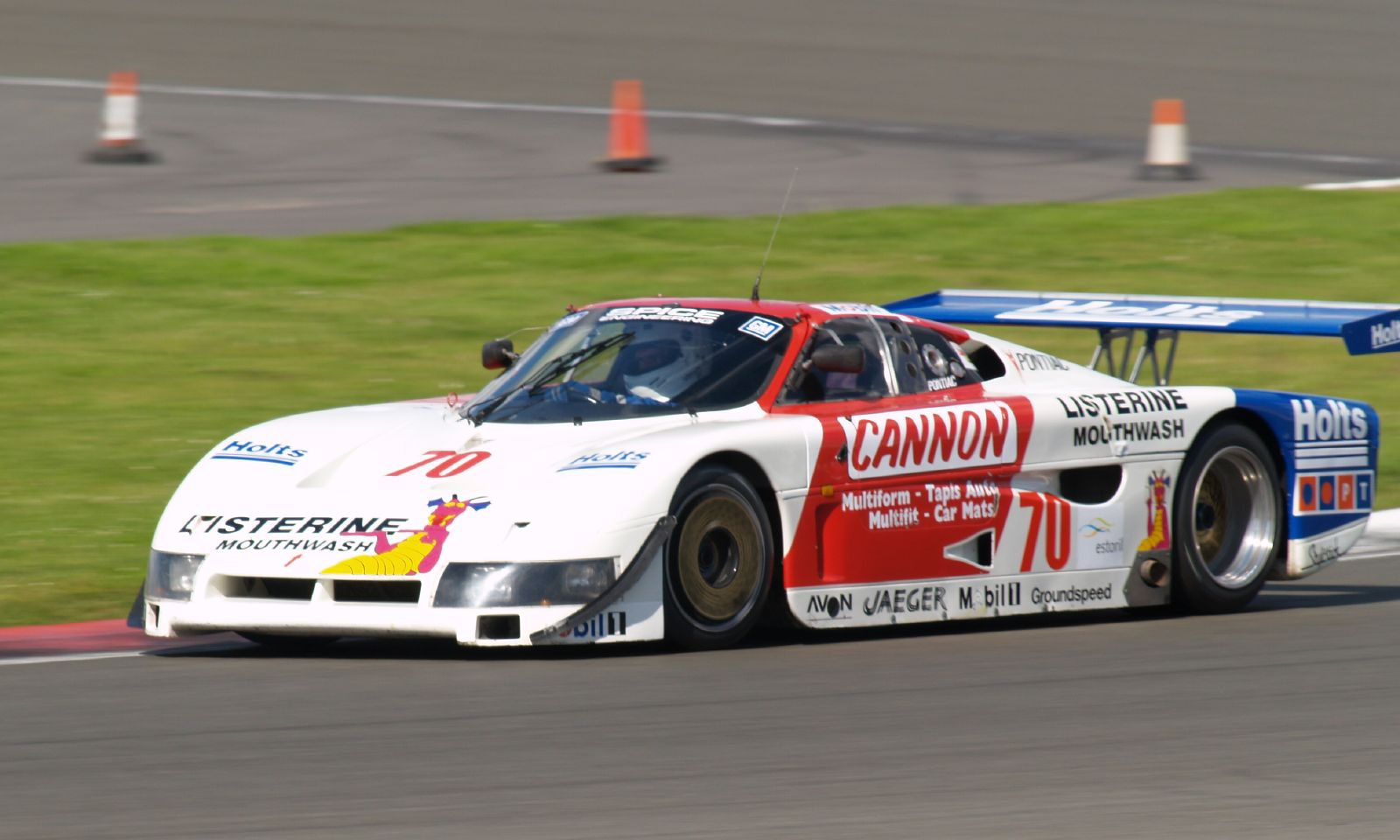
Une Spice SE86.

- 1986 (deux victoires, sur SE86C)
  - 1 000 km de Silverstone - Kouros, avec Ray Bellm ;
  - 360 kilomètres de Jerez, ou Trofeo Silk Cut, avec Ray Bellm.

Spice Engineering est deuxième de la Coupe FIA des Prototypes du Groupe C2, Spice et Bellm se voyant décerner une nouvelle fois la Coupe FIA des conducteurs du Groupe C2 à titres individuels - premiers ex-aequos du championnat pilote.
- 1987 (sept victoires, sur SE86C et SE87C)
  - 360 km de Jarama, ou Grand Premio Fortuna, avec Fermín Vélez ;
  - 1 000 kilomètres de Jerez, avec Fermín Vélez ;
  - 1 000 kilomètres de Monza, avec Fermín Vélez ;
  - 24 Heures du Mans, avec Fermín Vélez ;
  - 200 miles (354 km) de Norisring ADAC, avec Fermín Vélez ;
  - 1 000 kilomètres de Spa - Kouros, avec Fermín Vélez ;
  - 1 000 kilomètres de Fuji, avec Fermín Vélez.

Spice Engineering est vainqueur de la Coupe FIA des Prototypes du Groupe C2, Spice et désormais Vélez se voyant décerner la Coupe FIA des conducteurs du Groupe C2 à titres individuels - premiers ex-aequos du championnat pilote.
- 1988 (sept victoires, sur SE88C)
  - 800 kilomètres de Jerez, avec Ray Bellm ;
  - 360 km de Jarama, ou Supertsprint Jarama, avec Ray Bellm ;
  - 1 000 kilomètres de Monza, avec Ray Bellm ;
  - 24 Heures du Mans, avec Ray Bellm et Pierre de Thoisy ;
  - 360 kilomètres de Brno, ou Grand Prix ČSSR, avec Ray Bellm ;
  - 1 000 kilomètres de Brands Hatch, avec Ray Bellm ;
  - 360 kilomètres de Sandown Park, ou Lucas Supersprint, avec Ray Bellm.

Spice Engineering est vainqueur de la Coupe FIA des Prototypes du Groupe C2. Spice et Bellm se voient décerner une nouvelle fois la Coupe FIA des conducteurs du Groupe C2 à titres individuels - premiers ex-aequos du championnat pilote. Le dauphin Chamberlain Engineering, alors également doté de Spice, remporte la saison suivante le dernier championnat du Groupe 2 mis sur pied, avec Fermín Vélez et Nick Adams. En 1989 (neuvième) puis surtout 1990, Spice Engineering essaie de concurrencer les grands constructeurs du Groupe C1 que sont alors Mercedes, Jaguar ou Nissan, ne pouvant faire mieux que quatrième au général avec la SE90C-Cosworth, Chamberlain Engineering s'imposant encore en 1992 pour la dernière édition du championnat en FIA Cup sur une Spice SE89C-Cosworth, devant le Team S.C.I. avec parfois une SE90C.
24 Heures du Mans
- 12 participations

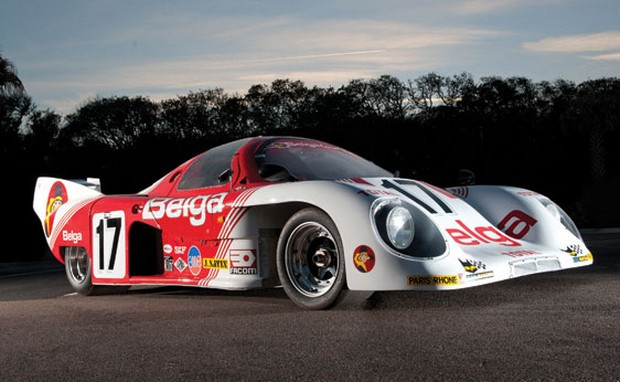
La Rondeau M379 avec laquelle Gordon Spice termina troisième des 24 Heures du Mans 1980 avec les frères belges Philippe et Jean-Michel Martin, obtenant la victoire de catégorie GTP.

- 3e en 1980 et 1981 sur Rondeau M379
- Vainqueur de la catégorie GTP en 1980
- Vainqueur de la catégorie C2 en 1985, 1987 et 1988

24 Heures de Spa
- 9 participations
- 5e en 1976 et 1979 sur Ford Capri, puis 1984 sur Toyota Supra
- Vainqueur en 1978 avec Teddy Pilette sur Ford Capri

6 Heures de Jarama
- 3e en 1969 sur Ford GT40

RAC Tourist Trophy
- 5e en 1976 et 1979 sur Ford Capri ;
- 3e en 1978 et 1981 sur Ford Capri.

6 Heures de Silverstone
- 5e en 1982 sur Rondeau M382

1 000 kilomètres de Spa
- 5e en 1982 sur Rondeau M382

1 000 kilomètres de Mosport
- 5e en 1985 sur Tiga GC85

1 000 kilomètres de Jerez
- 4e en 1987 sur Spice SE86C

1 000 kilomètres de Brands Hatch
- 4e en 1988 sur Spice SE88C

## Résultats aux 24 Heures du Mans
| Année | Voiture                 | Équipe                             | Équipiers                              | Résultat                            |
| ----- | ----------------------- | ---------------------------------- | -------------------------------------- | ----------------------------------- |
| 1964  | Deep Sanderson 301      | Lawrence Tune Engineering          | Chris Lawrence                         | Abandon                             |
| 1978  | Porsche 911 Carrera RSR | Charles Ivey Racing                | Larry Perkins / John Rulon-Miller (pl) | 14e                                 |
| 1979  | Dome Zero RL            | Dome Co. Ltd.                      | Chris Craft / Tony Trimmer             | Abandon                             |
| 1980  | Rondeau M379            | Belga Jean Rondeau                 | Philippe Martin / Jean-Michel Martin   | 3e et vainqueur de la catégorie GTP |
| 1981  | Rondeau M379            | Otis Jean Rondeau                  | François Migault                       | 3e                                  |
| 1982  | Rondeau M382            | Malardeau Automobiles Jean Rondeau | François Migault / Xavier Lapeyre      | Abandon                             |
| 1984  | Tiga GC84               | Spice Tiga Racing                  | Ray Bellm / Neil Crang                 | Abandon                             |
| 1985  | Tiga GC85               | Spice Engineering                  | Ray Bellm / Mark Galvin (en)           | 14e et vainqueur de la catégorie C2 |
| 1986  | Spice SE86C             | Spice Engineering                  | Ray Bellm / Jean-Michel Martin         | 19e                                 |
| 1987  | Spice SE86C             | Spice Engineering                  | Fermín Vélez / Philippe de Henning     | 6e et vainqueur de la catégorie C2  |
| 1988  | Spice SE88C             | Spice Engineering                  | Ray Bellm / Pierre de Thoisy           | 13e et vainqueur de la catégorie C2 |
| 1989  | Spice SE89C             | Spice Engineering                  | Ray Bellm / Lyn St. James              | Abandon                             |